# Гурзадян Григор Арамович
Григо́р Ара́мович Гурзадя́н (вірм. Գրիգոր Գուրզադյան; 15 жовтня 1922, Багдад, Королівство Ірак — 22 лютого 2014, Єреван, Вірменія) — радянський і вірменський астрофізик. Академік АН Вірменії, керівник вірменського центру космічних досліджень. Член Міжнародного астрономічного союзу.

## Біографія
Народився у вірменській родині в столиці Іраку — Багдаді. У 1939 році вступає в Єреванський політехнічний інститут. У 1944 році стає аспірантом під керівництвом Віктора Амбарцумяна з астрофізики. Перебував у первинному науковому штаті Бюраканської обсерваторії з дня її заснування в 1946 році. У 1955 році стає доктором фізико-математичних наук. З 1957 року — професор.
Працював у сфері космічної астрофізики та космічного приладобудування
В кінці 1950-х група вчених з Бюраканської обсерваторії на чолі з доктором фізико-математичних наук Григором Гурзадяном приступила до робіт зі створення астрофізичної апаратури для роботи в космічних умовах. Детектор, створений ними для вивчення рентгенівського випромінювання сонячної корони, був встановлений на балістичну ракету, перший запуск якої відбувся 19 лютого 1961 року на секретному ракетному полігоні Капустин Яр. У 1960-ті роки групою Гурзадяна були створені та запущені ракетні обсерваторії серії К-К2, К3 і К4, розвинені багато принципів космічного приладобудування, стабілізації платформи телескопа в космічних умовах за допомогою зоряних датчиків. У цей же час була утворена лабораторія і конструкторське бюро біля села Ґарні (пізніше — Інститут космічної астрономії), яке почало створювати телескопи та обсерваторії. Першою орбітальною обсерваторією став «Оріон-1», що був встановлений на першій космічній станції Салют-1. У грудні 1973 року спроектована Григором Гурзадяном і його колективом позаатмосферна астрофізична обсерваторія «Оріон-2» на пілотованому космічному кораблі «Союз-13» була виведена в космос. Саме тоді були вперше одержані спектрограми слабких зірок, планетарної туманності, виявлено цілу низку невідомих у той час фактів.
Григор Гурзадян будучи членом-кореспондентом (з 1965 року), а потім і академіком АН Вірменської РСР (з 1986 року), з 1969 по 1977 роки був науковим керівником СКБ «Астро». Пізніше, з 1977 по 2002 рік керував Ґарнійський космо-астрофізичний інститут.
У 2001 році Григор Гурзадян був почесним гостем, єдиним з країн СНД на святкуванні 40-річчя польоту Гагаріна в Зоряному містечку. У тому ж 2001 році на території інституту в Ґарні було створено Музей космосу, у відкритті якого взяли участь відомі вчені, поети, керівники акредитованих у Вірменії дипломатичних місій, льотчик-космонавт, двічі Герой Радянського Союзу, відомий вчений, член-кореспондент Російської академії наук Валентин Лебедєв. На подарованій ним книзі, що розповідає про роботу у космосі, Лебедєв написав: Великому синові вірменського народу, який проклав шлях у космічну науку. З глибокою пошаною і вдячністю. Ваш учень.
Голова ради ЗАТ «Галактика» (з 2006).

## Книги
Автор 250 наукових праць.
- Звездные вспышки: Физика. Космогония / Г. А. Гурзадян, 559 с. іл. 22 см, Москва, Наука 1985
- Звездные хромосферы, или Дублет 2800 А MgII в астрофизике / Г. А. Гурзадян, 423 с. іл. 21 см, Москва, Наука 1984
- Планетарные туманности: Физика. Динамика / Г. А. Гурзадян ; Рос. АН, 750,[1] с., [4] л. іл. іл. 22 см, Москва, Наука 1993
- Теория межпланетных перелетов / Г. А. Гурзадян, 351,[1] с. іл. 22 см, Москва, Наука 1992
- Physics and Dynamics of Planetary Nebulae; Springer, 1997; ISBN 3-540-60965-2
- Theory of Interplanetary Flights; Gordon & Breach, 1996; ISBN 2-88449-074-4
- Space Dynamics, Francis & Taylor, 2002; ISBN 0-415-28202-0 .

## Нагороди
- Заслужений діяч науки Вірменської РСР (1975)
- Орден «Знак Пошани»
- Орден Святого Месропа Маштоца (2011)[4]